# Галусташвили, Сократ Алексеевич
Сократ Алексеевич Галусташвили (Галстян) (15 октября 1920—29 марта 1981) — участник Великой Отечественной войны, Герой Советского Союза, гвардии красноармеец (позднее — старший сержант).

## Биография
Родился 15 октября 1920 года в селе Уплисцихе (ныне Горийский район края Шида-Картли Грузии) в грузинской крестьянской семье где один предков со стороны отца был армянином, окончил среднюю школу на базе 10 классов.
15 октября 1940 года Горийским районным военным комиссариатом (РВК) был призван в ряды Красной Армии. После прохождения курсов молодого бойца в августе 1941 года направляется в действующую армию, в составе которой в битвах с нацистскими захватчиками проявил отвагу и героизм. Участник Сталинградской битвы. В битвах на полях Великой Отечественной войны гвардии рядовой Сократ Галусташвили особо отличился при форсировании Днепра.
14 марта 1944 года пулемётчик 8-го гвардейского отдельного пулемётно-артиллерийского батальона (1-й гвардейский укрепрайон, 28-я армия, 3-й Украинский фронт) Сократ Галусташвили преодолел Днепровский лиман в районе села Касперовка Белозёрского района Херсонской области и закрепился на противоположном берегу. Стремясь вернуть утраченные позиции, гитлеровцы 16 марта 1944 года поднялись в атаку и попытались штурмом овладеть плацдармом, но их план не увенчался успехом: Сократ Галусташвили, отбивая атаку противника, до последнего патрона расстреливал врага из пулемёта, а затем сражался врукопашную, тем самым отстояв захваченную двумя днями ранее позицию.
Указом Президиума Верховного Совета СССР от 3 июня 1944 года за образцовое выполнение боевых заданий командования на фронте борьбы с немецко-фашистскими захватчиками и проявленные при этом мужество и героизм рядовому Галусташвили Сократу Алексеевичу присвоено звание Героя Советского Союза с вручением ордена Ленина и медали «Золотая Звезда»(№ 3440).
В апреле 1945 года был демобилизован из действующей армии в связи с ранением, полученным в ходе наступления советских войск.
Скончался 29 марта 1981 года в городе Гори, в котором жил и работал после возвращения с фронта.

## Награды
- Медаль «Золотая Звезда» (3.06.1944);
- орден Ленина (3.06.1944);
- орден Красной Звезды (11.11.1943);
- медаль «За победу над Германией в Великой Отечественной войне 1941—1945 гг.»;
- другие медали.